# Camilla (canción de Basshunter)
«Camilla» es una canción compuesta por el músico de eurodance sueco Basshunter en 2007.